# Silene insularis
Silene insularis là loài thực vật có hoa thuộc họ Cẩm chướng. Loài này được Barbey miêu tả khoa học đầu tiên năm 1885.